# Antonio Rodrigue

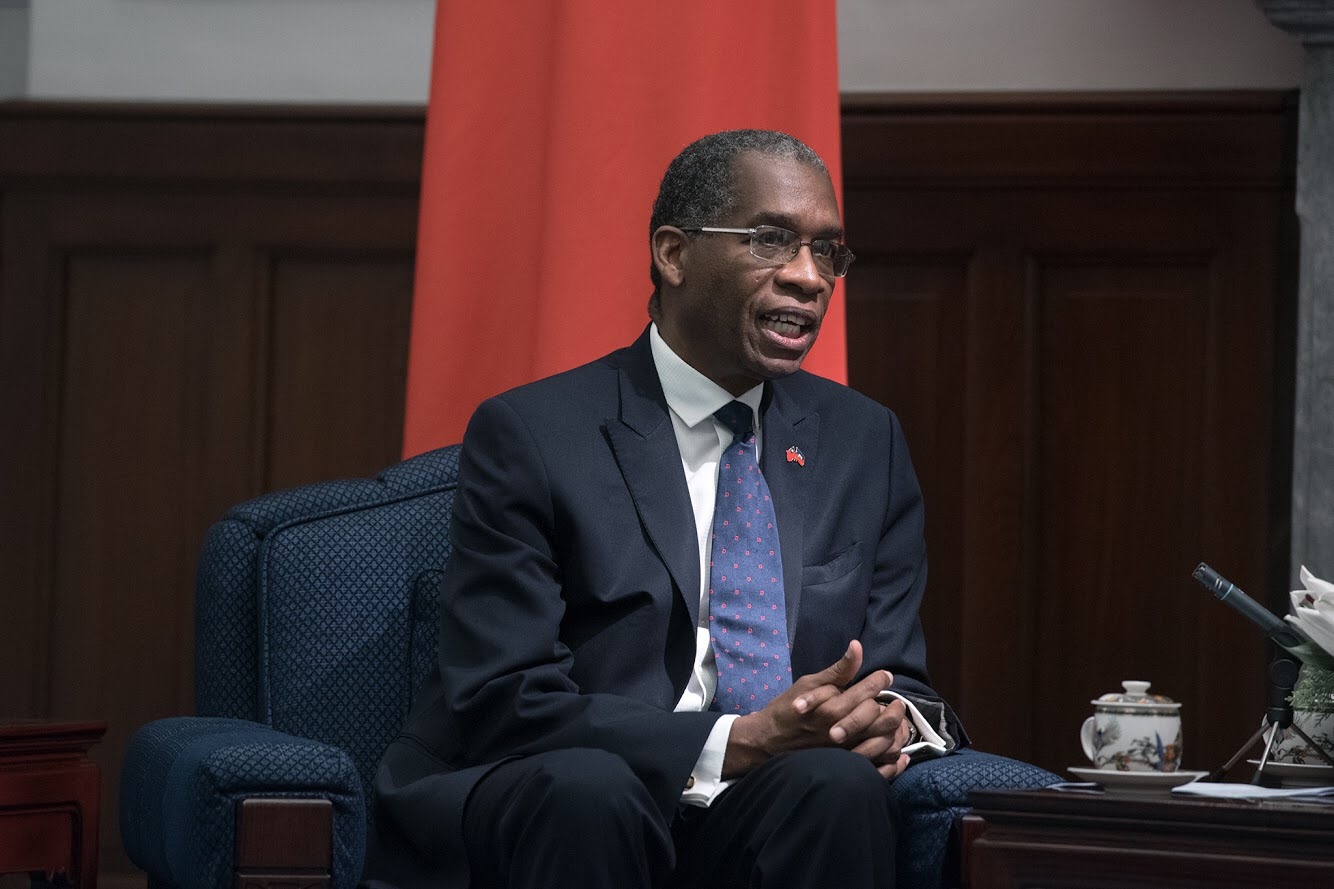
Antonio Rodrigue (2018)

Antonio Rodrigue (* 1955 in Port-au-Prince) ist ein haitianischer Diplomat und Politiker. Er war vom 13. März 2017 bis 17. September 2018 Außenminister seines Landes.

## Leben
Rodrigue ist Absolvent des Institut National de Gestion des Hautes Études Internationales der Université d’État d’Haïti und der Diplomatenschule in Rio Branco, Brasilien. Nach Abschluss seines Studiums trat er in das Außenministerium ein und wurde anschließend zum Konsul von Haiti in Genf, Schweiz, ernannt. Anschließend arbeitete er in der haitianischen Botschaft in Paris, Frankreich, und zehn Jahre lang in der Ständigen Vertretung seines Landes bei den Vereinten Nationen in New York, Vereinigte Staaten. Im Jahr 1999 wurde Rodrigue an die Botschaft Caracas, Venezuela, versetzt. Im Jahr 2001 wechselte er zur Vertretung seines Landes in Spanien. Anschließend war er im Range eines Botschafters Vertreter Haitis bei der Organisation Amerikanischer Staaten (OAS) in Washington. Im Jahr 2015 wurde Rodrigue Botschafter Haitis im Königreich Belgien und gleichzeitig Vertreter seines Landes bei der Europäischen Union in Brüssel.
Am 13. März 2017 ernannte Premierminister Jack Guy Lafontant unter der Präsidentschaft von Jovenel Moïse Rodrigue zum Minister für auswärtige Angelegenheiten und Kulte. Im Mai 2017 eröffnete er die Hispano-Haitianische Handelskammer in Madrid. Im November 2017 halbierte Rodrigue den Personalbestand des haitianischen auswärtigen Diensts, der zu diesem Zeitpunkt 1003 Mitarbeiter zählte und den Staat jeden Monat 4.295.000 US-Dollar an Gehältern kostete.